# Serocourt
Serocourt település Franciaországban, Vosges megyében. Lakosainak száma 83 fő (2022. január 1.). Serocourt Bleurville, Dombrot-le-Sec, Frain, Marey, Martigny-les-Bains és Tignécourt községekkel határos.

## Népesség
A település népessége az elmúlt években az alábbi módon változott:
| Lakosok száma | 98   | 94   | 99   | 90   | 87   | 84   | 84   | 84   | 83   |
|               | 2013 | 2015 | 2016 | 2017 | 2018 | 2019 | 2020 | 2021 | 2022 |